# De Havilland DH 108

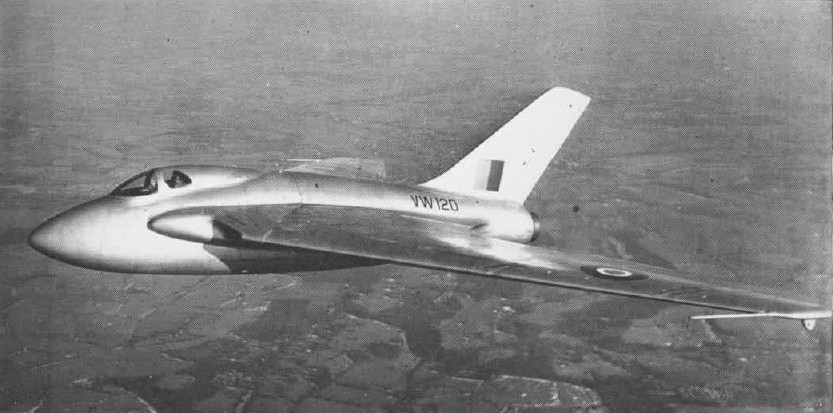
Le troisième prototype du De Havilland DH. 108 Swallow

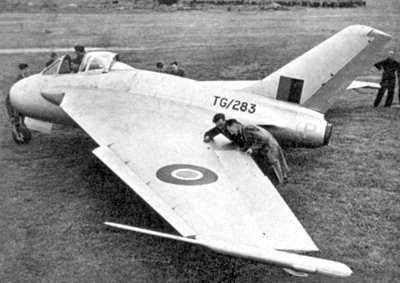
De Havilland DH 108 Swallow

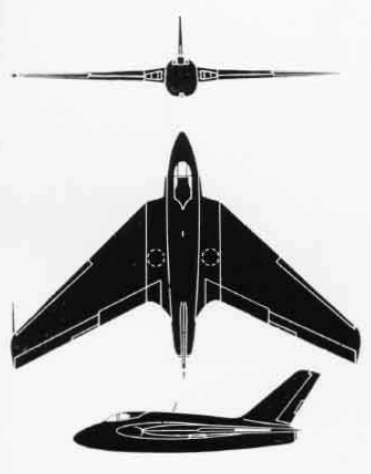
De Havilland DH 108 Swallow

Le De Havilland DH 108 est un avion expérimental britannique conçu par l'ingénieur John Carver Meadows Frost en octobre 1945.
Un de ces avions s’est désintégré à l’approche du mur du son, coûtant la vie à son pilote d'essai le 27 septembre 1946, Geoffrey de Havilland Jr., le propre fils du constructeur Geoffrey de Havilland. Cet accident frappa l'imagination du public et accrédita l'idée qu'il s'agissait d'une limite infranchissable.